# Afanasij Pczołkin
Afanasij Afanasjewicz Pczołkin (ros. Афанасий Афанасьевич Пчёлкин, ur. 18 stycznia?/31 stycznia 1903 we wsi Puszkarnoje k. Biełgorodu w guberni kurskiej, zm. 3 sierpnia 1976 w Woroneżu) – funkcjonariusz radzieckich organów bezpieczeństwa, generał major, ludowy komisarz/minister spraw wewnętrznych Kirgiskiej SRR (1943-1946) i Kazachskiej SRR (1946-1949).

## Życiorys
Od maja do grudnia 1920 żołnierz Armii Czerwonej, od maja 1920 członek RKP(b)/WKP(b), od stycznia 1921 funkcjonariusz Czeki w Biełgorodzie, od lipca 1932 do marca 1937 szef punktu operacyjnego Wydziału Transportowego (TO) OGPU/NKWD w stanicy Synelnykowe, od 23 marca 1936 starszy porucznik bezpieczeństwa państwowego. Od marca do 5 września 1937 na kursie Centralnej Szkoły Głównego Zarządu Bezpieczeństwa Państwowego, potem pomocnik szefa Oddziału 8 Wydziału 3 Głównego Zarządu Bezpieczeństwa Państwowego, od listopada 1938 do lutego 1940 zastępca szefa Oddziału 5 Wydziału 3 Głównego Zarządu Bezpieczeństwa Państwowego, od marca 1940 do 21 marca 1941 szef Wydziału 3 Zarządu Bezpieczeństwa Państwowego (UGB) NKWD Krymskiej ASRR, 5 kwietnia 1940 awansowany na kapitana bezpieczeństwa państwowego. Od 21 marca do sierpnia 1941 zastępca ludowego komisarza bezpieczeństwa państwowego Krymskiej ASRR, od 6 września 1941 do 2 marca 1943 zastępca ludowego komisarza spraw wewnętrznych Krymskiej ASRR z siedzibą kolejno w Symferopolu, Kerczu, Krasnodarze i Soczi, 11 lutego 1943 awansowany na podpułkownika bezpieczeństwa państwowego. Od 2 marca do 7 maja 1943 zastępca ludowego komisarza spraw wewnętrznych Kirgiskiej SRR, 24 marca 1943 awansowany na pułkownika bezpieczeństwa państwowego, od 7 maja 1943 do 9 lipca 1946 ludowy komisarz/minister spraw wewnętrznych Kirgiskiej SRR, 12 maja 1943 mianowany komisarzem bezpieczeństwa państwowego, a 9 lipca 1945 generałem majorem. Od 9 lipca 1946 do 19 stycznia 1949 minister spraw wewnętrznych Kazachskiej SRR, od 21 marca do 28 listopada 1949 zastępca szefa Zarządu MWD obwodu woroneskiego, od 28 listopada 1949 do 25 lipca 1955 szef Zarządu MWD obwodu woroneskiego, 9 listopada 1955 zwolniony ze służby. Deputowany do Rady Najwyższej ZSRR 2 kadencji.

## Odznaczenia
- Order Lenina (10 grudnia 1945)
- Order Czerwonego Sztandaru (dwukrotnie - 3 listopada 1944 i 30 stycznia 1951)
- Order Wojny Ojczyźnianej I klasy (28 lutego 1946)
- Order Czerwonej Gwiazdy (dwukrotnie - 20 września 1943 i 28 października 1967)

I 5 medali.